# Transition (Flugsteuerung)
Transition bezeichnet bei der Flugsteuerung von strahl- und propellergetriebenen VTOL-Flugzeugen den Übergang vom Schwebeflug in den horizontalen Vorwärtsflug und umgekehrt. Transitionsphasen sind besonders für den Start und die Landung von Bedeutung. 

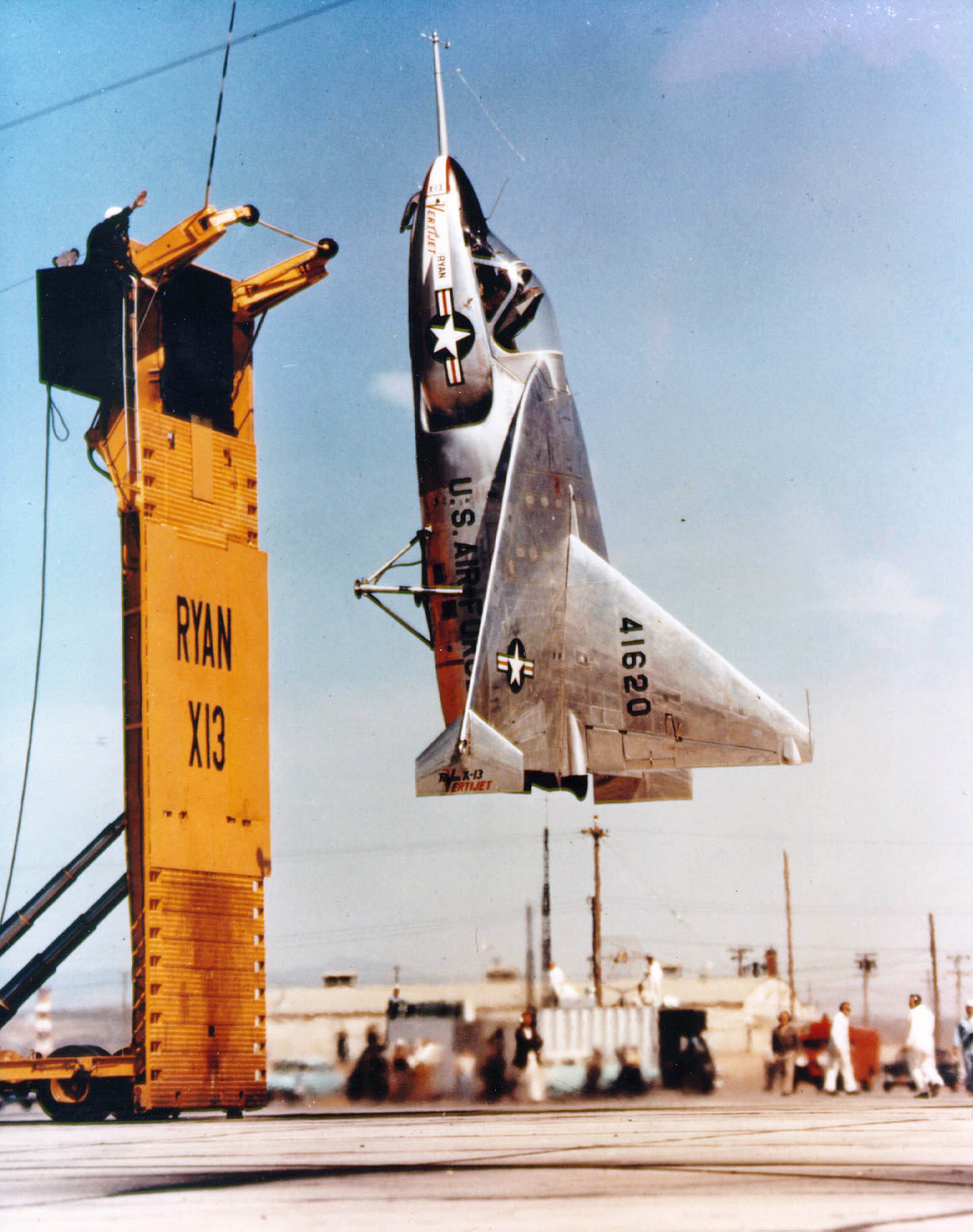
Ryan X-13 im Schwebeflug beim Start

## Definition
Der Transitionsbereich ist üblicherweise definiert als Geschwindigkeitsspanne zwischen Schwebeflug und der Minimalgeschwindigkeit bei der dynamischer Auftrieb erreicht wird und das Flugzeuggewicht allein durch die Tragflächen getragen wird.

## Flugsteuerung
VTOL-Flugzeuge setzen im Allgemeinen zur Steuerung im Schwebe- und im Horizontalflug jeweils ein eigenes Steuerungssystem ein. Es muss deshalb eine Übergangsmöglichkeit in der Steuerung geben. Bei der einfachsten und am meisten angewendete Methode wird abhängig von der Vorwärtsgeschwindigkeit von Null aus, die Wirksamkeit des Schwebesteuersystems allmählich in seiner Wirksamkeit vermindert, bis die aerodynamischen Ruder voll wirksam werden. Im Schwebeflug laufen die Ruder mit, da sie wegen der kleinen Geschwindigkeiten nicht stören. Die Art wie eine genügend große Vorwärtsgeschwindigkeit erreicht wird, ist abhängig vom Start- und Landekonzept des VTOL-Flugzeugs. Zur Beherrschung der Änderung des Steuerverhaltens bei der Transition wurden schon früh in der Entwicklung der Technik Bodensimulatoren eingesetzt.

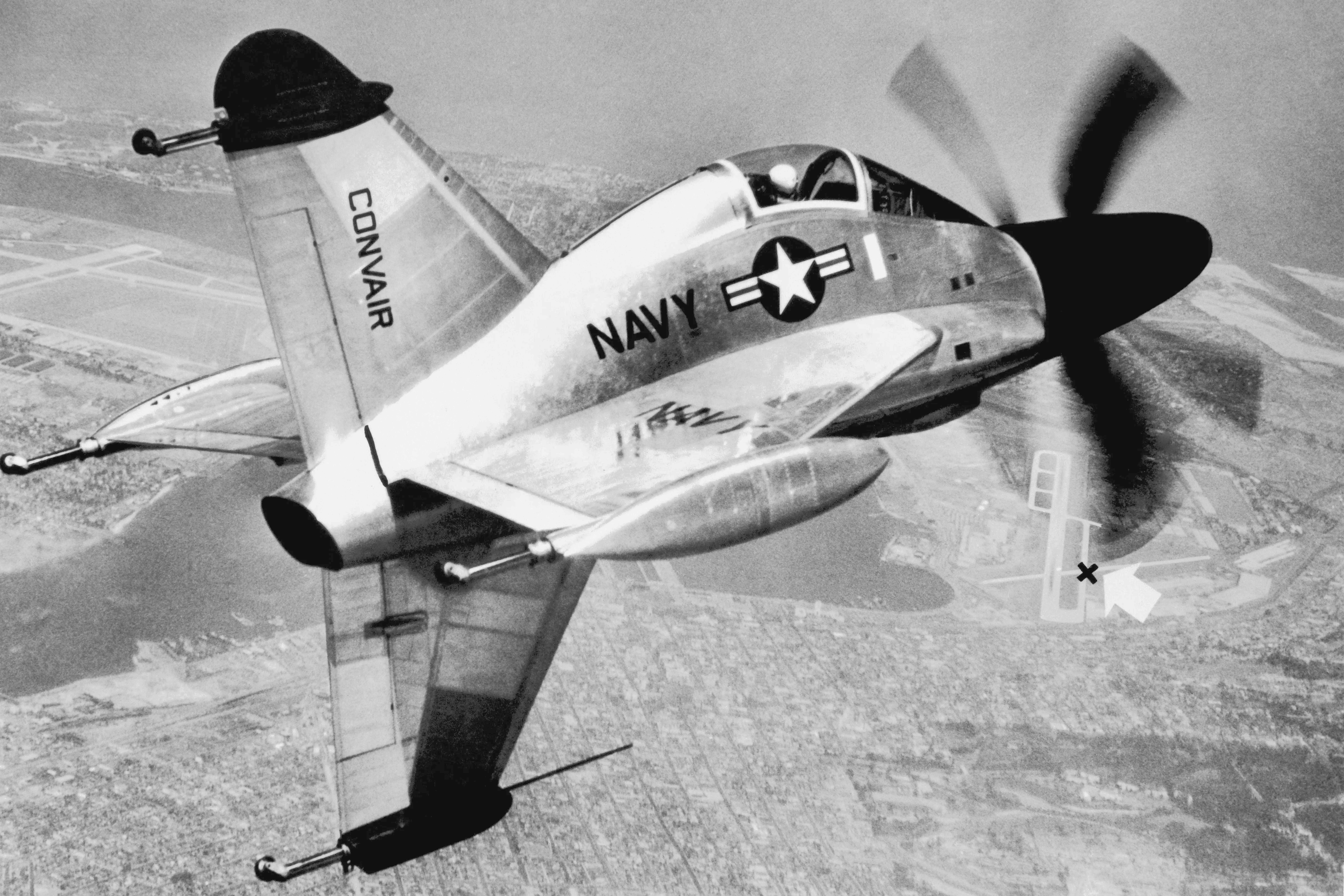
Convair XFY-1 im Horizontalflug

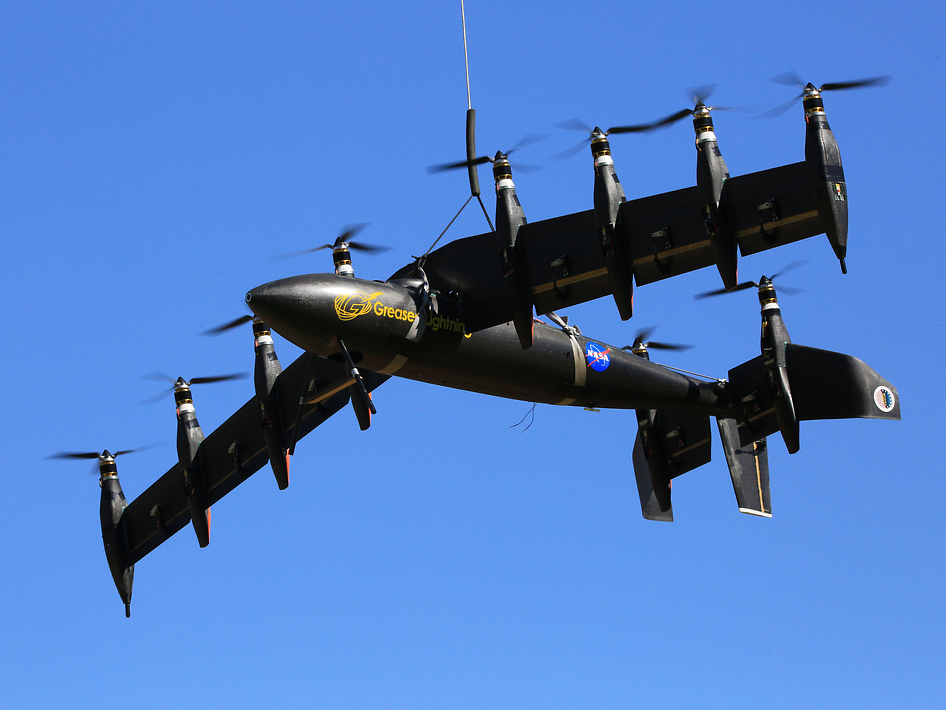
Tragflächen der NASA GL10 Greased Lightning im Schwebeflugmodus

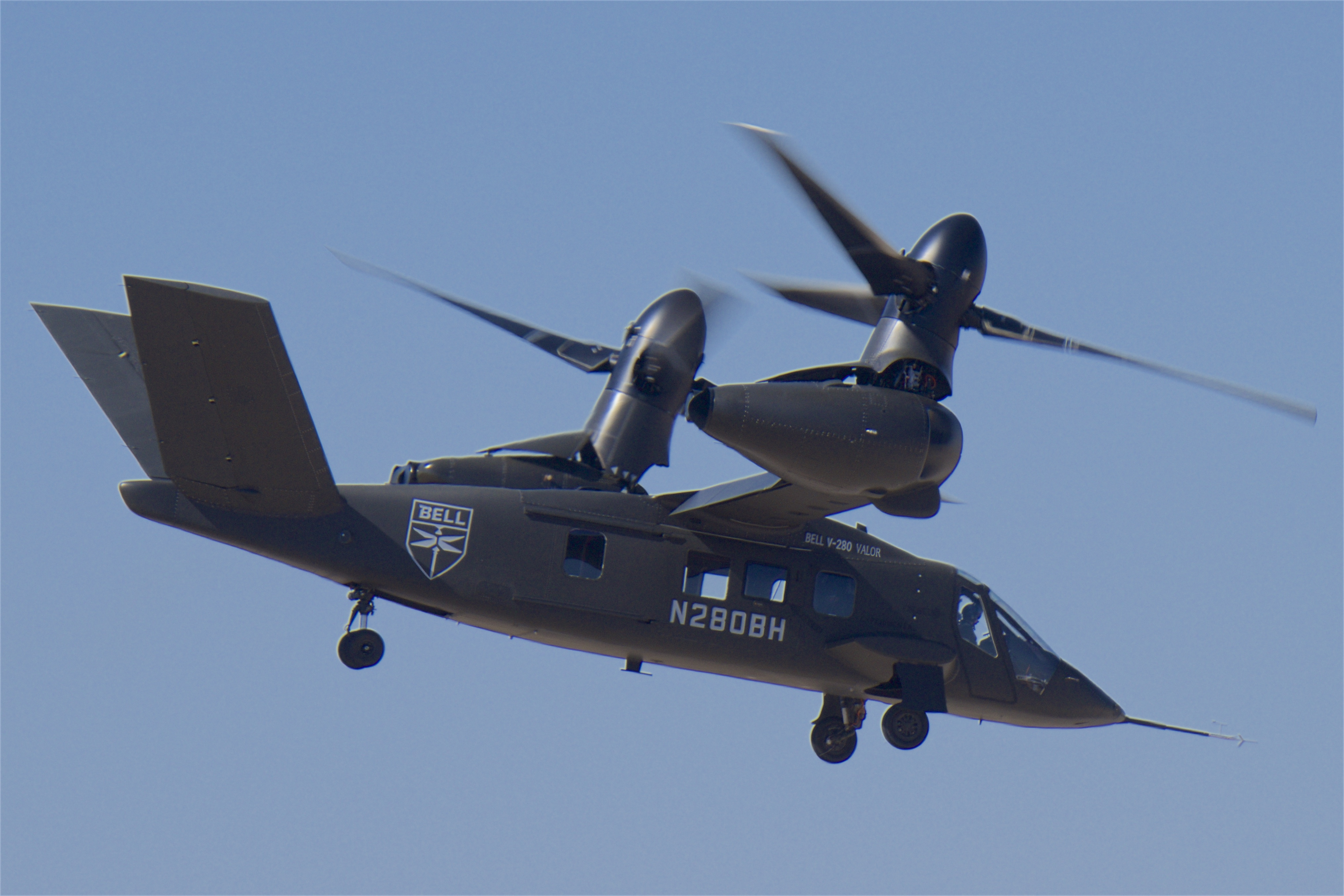
Bell V-280 im Schwebeflug bei einer Vorführung in Texas

## Verfahren des Übergangs

### Gemeinsamer Antrieb für Horizontal- und Schwebeflug
Dieses Antriebsverfahren wird sowohl bei Jets als auch bei Wandelflugzeugen umgesetzt. Unterschieden werden folgende Transitionskonzepte:
- Kippen des gesamten Flugzeugrumpfs (Tailsitter)

Bei dieser VTOL-Bauart schwenkt das gesamte Flugzeug aus der senkrechten Startposition in die Horizontalflugposition. Bemannte Flugzeuge dieses Typs waren die Ryan X-13, die Convair XFY-1, die Lockheed XFV-1 und die SNECMA C.450 Coleopter. Die Transition wurde erschwert durch die Rückenlage des Piloten, der den Landevorgang nur über seine Schulter einsehen konnte. Nach diesen in den 1950er Jahren erprobten Baumustern, wird diese Auslegung derzeit (2019) wieder für unbemannte Luftfahrzeuge in Erwägung gezogen.
- Kippen der Tragflächen einschließlich des Antriebs (Kippflügel)

bei Wandelflugzeugen relativ problemlose Transition
- Kippen der Antriebseinheiten (Kipprotor, Kipppropeller, Kippmantelpropeller, Kippstrahltriebwerk bei Bell ATV)

bei Wandelflugzeugen relativ problemlose Transition, Nachteil ist hierbei, dass der Triebwerksstrahl durch die horizontal stehende Tragfläche geschwächt werden kann. Beispiele sind Bell-Boeing V-22 und  Lilium Jet
- Veränderung der Schubrichtung bei Strahltriebwerken (Vectored Thrust)

Schwenken der Düsenauslässe (z. B. Hawker Siddeley Harrier, Lockheed Martin F-35B)
- Umgeleiteter Luftschraubenstrahl (Deflected Slipstream)

beim Start werden die großen Tragflächenklappen ausgefahren und bei Horizontalflug vollständig eingezogen. Beispiel: Ryan VZ-3

### Separate Antriebe für Horizontal- und Schwebeflug
- Getrennte Triebwerke für Horizontal- und Schwebeflug (Lift and Cruise)

in den 1950er und 1960er Jahren der Standard für Jets. Während der Transition werden die Antriebseinheiten an- und abgeschaltet. Beispiel: Dornier Do 31

### Mischformen
- Kippbare Triebwerke für Horizontalflug und getrennt senkrecht eingebaute Hubtriebwerken für den Schwebeflug (Lift and Lift/Cruise)

Schwebezustand mit Hubtriebwerken plus Schwenktriebwerke, Horizontalflug mit fest eingebauten Normaltriebwerken und Schwenktriebwerken, nur bei Jets verwendet. Beispiel: EWR VJ 101